# Сквиртл
Сквиртл (англ. Squirtle), в Японии известен как Дзэнигамэ (яп. ゼニガメ) — покемон, существо из серии игр, манги и аниме «Покемон», принадлежащей компаниям Nintendo и Game Freak. Сквиртл был создан Кэном Сугимори вместе с командой разработчиков Game Freak и впервые появился в играх Pokémon Red и Blue, а затем и в различном мерчендайзе, спин-оффах, анимационной и печатной адаптациях франшизы, включая Pokémon Go. Сквиртл может эволюционировать в Вартортла, который в свою очередь эволюционирует в Бластойза.

## Реакция и отзывы
Со своего первого появления в играх Сквиртл был принят критиками в целом положительно. Аналитики предсказывали, что Сквиртл вместе с Пикачу, Бульбазавром и Чармандером возглавят побочную продукцию, связанную с покемонами.
Журнал Time назвал Сквиртла одним из «более популярных» покемонов первого поколения. В журнале Boys' Life он занял второе место в топе пяти «самых крутых» покемонов из игр Pokémon FireRed и LeafGreen. Дуглас Дёрден, редактор газеты Richmond Times-Dispatch, писал, что Сквиртл — его любимый покемон. Джерард Джонс, автор книги Matando monstruos: Por que los ninos necesitan fantasia, Super-heroes, y violencia imaginaria, отметил, что Сквиртл в аниме вёл себя как «подросток». Сьюзан Йеркс, редактор газеты San Antonio Express-News, описывала Сквиртла как «ужасно милого».
IGN писал, что Сквиртл лучше Бульбазавра и Чармандера, отмечая то, что многие другие покемоны недостаточны сильны по сравнению со Сквиртлом. Редактор IGN «Pokémon of the Day Chick» также выбрала Сквиртла в качестве лучшего их трёх стартовых покемонов, ссылаясь на то, что он единственный из трёх, кто до последней своей эволюционной формы остаётся покемоном одного и того же типа. Однако она также писала, что Сквиртл кажется скучным, так как есть много только водных покемонов. В статье, посвящённой Сквиртлу, IGN сказали, что он милее, чем черепахи Купа из серии игр Mario. Бретт Элстон, редактор сайта GamesRadar, отметил, что Чаризарда и Бульбазавра больше любят игроки в игры серии Pokémon, Сквиртл более популярен у людей, не являющихся фанатами. Кэролин Гадмадсон, редактор GamesRadar, назвала Сквиртла самым крутым из трёх стартовых покемонов в аниме. Джейсон Уайт, редактор Allgame, сказал, что хвост Сквиртла напоминает раковину улитки.